# Salsola crassa
Salsola crassa là loài thực vật có hoa thuộc họ Dền. Loài này được M.Bieb. miêu tả khoa học đầu tiên năm 1811.